# Digital Cable Systems
Digital Cable Systems (DCS) a fost unul dintre cei mai mari operatori de pe piața serviciilor de retransmisie a programelor TV din România. Compania furniza servicii de internet, telefonie fixă și televiziune prin cablu și satelit sub brandul AKTA.
Compania avea 46 de acționari, din care peste 30 sunt și operatori de cablu, ce activează pe piața românească de 5-15 ani.
DCS era controlată de către AIG Capital Partners, o divizie a American International Group.
În anul 2007, DCS a achiziționat compania furnizoare de internet Dial Telecom.
În august 2009, compania deținea 200 000 de clienți pe cablu TV (CATV) și internet, față de 65 000 în martie 2007. La sfârșitul lui 2010, compania avea în jur de 180 000 de abonați pentru serviciile de cablu analogic și digital, 70 000 de clienți pentru televiziunea prin satelit (DTH) și 50 000 de abonați pentru cele de telefonie fixă și internet. În august 2012, firma era prezentă în peste 2.000 de localități, acoperind 23 din 41 de județe.
În martie 2011, compania a anunțat vânzarea a circa 80 000 de clienți de televiziune digitală prin satelit către Romtelecom.
În august 2012, DCS a preluat firmele Cable Net, Canad Systems Group, Parlatel și Marnisat Media, cu afaceri cumulate de 7 milioane de euro în 2011.
La data de 27 iulie 2020, compania a fost vândută către RCS-RDS.
Cifra de afaceri:
- 2011: 105 1 milioane lei[7]
- 2009: 30 milioane euro[9]
- 2008: 25 5 milioane euro[1]
- 2005: 1 6 milioane euro[2]